# Montagne (Gironda)
Montagne es una comuna francesa situada en el departamento de Gironda, en la región de Nueva Aquitania.

## Demografía
| 1935 | 1929 | 1913 | 2007 | 1802 | 1585 | 1519 |
| Para los censos de 1962 a 1999 la población legal corresponde a la población sin duplicidades (Fuente: INSEE [Consultar]) |      |      |      |      |      |      |